# Isabel Mesa de Inchauste
Isabel Mesa de Inchauste (La Paz, 1960) es una escritora de literatura infantil y juvenil boliviana, así como docente del ciclo primario.

## Trayectoria
Nacida en La Paz, en 1960, es hija de Teresa Gisbert y José de Mesa. Es licenciada en Ciencias de la Educación y escritora de literatura infantil y juvenil. Realizó estudios en Ciencias de la Educación, en la Universidad Mayor de San Andrés obteniendo una licenciatura en el área, tiene cursos de especialización en la Universidad de Arkansas y una maestría sobre Libros y Literatura Infantil con la Universidad Autónoma de Barcelona y el Banco del Libro de Venezuela. Es maestra del ciclo primario desde hace muchos años y trabajó como autora de módulos de aprendizaje en la Reforma Educativa Boliviana de 1994. Fue Presidenta de la Academia Boliviana de Literatura Infantil y Juvenil 2006-2010.
Ha creado la primera página web sobre literatura infantil boliviana en el año 2009 y dirige el boletín virtual "Vuelan vuelan" sobre literatura infantil en  Bolivia. Participó como expositora en varios Congresos y Seminarios de Literatura Infantil tanto dentro como fuera de Bolivia y tiene varios trabajos de investigación publicados sobre literatura infantil.

### Academia Boliviana de Literatura Infantil y Juvenil
El 29 de junio de 2006, Isabel Mesa de Inchauste participó en la fundación de la Academia Boliviana de Literatura Infantil y Juvenil, junto con las escritoras Rosalba Guzmán Soriano, Janette Medrano, Liliana de La Quintana y Verónica Linares Perou, planteando “promover el estudio y la investigación de la literatura dedicada al público infanto-juvenil”.
Dicha institución nació con aval de la Academia Latinoamericana de Literatura Infantil encabezada por la escritora uruguaya Sylvia Puentes de Oyenard. A partir de este movimiento, se ha producido un significativo avance de esta literatura para niños y jóvenes en el mundo, según Rosalba Guzmán Soriano.

## Obra
Sus obras literarias están basadas en el patrimonio cultural boliviano y latinoamericano y se ha publicado en diversos países como Bolivia, Chile, Brasil, Venezuela y Paraguay. Entre sus obras más destacadas se encuentran El espejo de los sueños, La portada mágica, La turquesa y el sol, Trapizonda: Un videojuego para leer y El revés del cuento.
Mesa “Es, sin duda, una de las autoras bolivianas del género infanto-juvenil que más libros ha vendido en Bolivia”, según el Editorial Gisbert, que afirma que la autora vendió más de 100.000 ejemplares, considerando la suma de todas sus obras.
Incluso, ha sido ganadora del Premio ENKA de Literatura Infantil de Colombia.

## Obras publicadas[1][7]
- La pluma de Miguel (1998)
- El espejo de los sueños (1999).
- La Turquesa y el Sol (2003).
- La portada mágica (2005).
- La flauta de plata y otros cuentos (2005).
- Trapizonda (2007).
- El revés del cuento (2008).
- La esfera de cristal (2010).
- El tren de la noche (2012).
- Pioneros de la Literatura Infantil (2013).
- Fábula verde (2014).
- Antología de la Literatura Infantil y Juvenil de Bolivia (2015)
- El cuento que nunca se contó (2016).